# 슈퍼 시크릿
《슈퍼 시크릿》은 평범한 여대생 은호와 조금은 특별한 소꿉친구 견우의 이야기를 다루는 네이버 화요웹툰으로, 작가 이온이 2015년 3월 30일에 연재를 시작하여 2018년 1월 29일에 완결되었다. 단행본은 대원씨아이에서 전 4권으로 간행했다.
2020년 5월 30일부터 2021년 2월 27일까지 애니메이션 OTT 서비스 라프텔에서 독점 방영되었다.

## 등장인물

### 주요 인물
- 지은호(성우: 장예나): 여주인공. 인간.
- 남견우(성우: 신용우) 남주인공. 늑대인간.

### 은호네
- 은호의 어머니
- 은호의 아버지
- 지은수(은호의 오빠)(성우: 김명준)

### 견우네
- 남하연(성우: 이새아): 마녀
- 남재연(성우: 김하루): 구미호
- 최진숙(견우의 어머니)(성우: 송하림): 선녀
- 견우의 아버지(성우: 정의한): 프랑켄슈타인

### 대학교 사람들
- 한슬기: 견우네과 후배로, 협회의 일원으로 견우를 감시하고 정체를 들킨 견우에게 경고를 주는 등 극 중에서 긴장감을 높이는 구실을 함
- 가끔 나오는 견우의 벗으로 경수, 승호가 있다.(분량 별로 많지 않음)

### 승우네
- 권승우(성우: 황창영): 순혈 늑대인간. 은호에게 관심이 있어 은호와 사귀었음.
- 권시우(성우: 최승훈): 늑대인간. 순혈이 아니여서 집에서 취급이 좋지 못함. 집을 나와 친구인 지훈의 집에서 신세졌음.
- 승우의 할아버지
  - 참고 사항: 승우와 시우는 배다른 형제이다. 아빠는 같지만 엄마가 다르다. (승우의 엄마는 늑대인간이지만 시우의 엄마는 인간)

### 지민이네
- 문지민(성우: 송하림): 요한의 권속이자 은호의 대학동기
- 문지훈(성우: 정의한): 재연의 계약자
- 아빠 - 작중에서 모습이 나오지 않고 잠깐 나온다. 아내를 잃고 딸이 가져다주는 반찬으로 생활한다.

### 그 외 인물
- 서이나(성우: 김하영): 순혈 늑대인간. 권승우의 전여친이자 반려.
- 송요한(성우: 엄상현): 흡혈귀로 지민의 계약자이다. 순혈이여서 다른 뱀파이어들보다 흡혈량이 많지만 지민을 흡혈하지는 못한다. 협회부장인 아버지와 관계를 끊은 채 살고 있다.
- 송요한의 아버지: 일명 '송 부장'. 협회 부장으로 카리스마와 다정함을 함께 가지고 있는 보스. 재연이 어릴적에 도와주어서 독자중 소수는 재연&송부장 커플링을 지지하기도 했다.